# 赤座美代子
赤座 美代子（あかざ みよこ、1944年〈昭和19年〉2月10日 - ）は、日本の女優。本名は同じ。
愛知県名古屋市出身。愛知県立旭丘高等学校卒業、早稲田大学第一文学部演劇科中退。新倉事務所を経て、Ｔ－ＭＥ合同会社所属。
元夫は映画監督の藤田敏八。

## 人物
大学の1期上には松本幸四郎、漫画原作者のやまさき十三がいた。
1963年、劇団俳優座養成所に入所（同期は林隆三、夏八木勲、原田芳雄、前田吟、高橋長英、地井武男、栗原小巻、三田和代などの「華の15期生」）。
1966年、文学座研究生となる（1969年に退団）。
1968年、『牡丹燈籠』のヒロイン役に抜擢されて注目を集めた。
特技は日本舞踊、三味線、唄。趣味はテニス、ゴルフ、エアロビクス、ヒップホップ、スキューバダイビング、陶芸。

## 出演

### テレビドラマ

#### NHK
- 香代子の場合 （1966年、総合）
- 連続テレビ小説 / あしたこそ（1968年 - 1969年、総合）
- 銀河ドラマ / 速歩自源流（1969年、総合） - 佐藤キク
- 金曜時代劇→水曜時代劇（総合）
  - 赤ひげ 第22話「こんち午の日」（1973年）
  - ふりむくな鶴吉 第42話「裏切り」（1975年）
  - 立花登 青春手控え 第17話「ちゃん」（1982年）
- 大河ドラマ（総合）
  - 春日局（1989年） - 饗庭の局
  - 炎立つ（1993年） - 瑞乃
- お見合い放浪記（2002年、総合） - 永澤純子
- 56年目の失恋（2020年、BSP） - 菊池敏江
- つまらない住宅地のすべての家（2022年、総合） - 真下多江

#### 日本テレビ
- 剣 第32話「おかる勘平」（1967年）
- 華やかな春 （1969年）
- 右門捕物帖 第10話「消えた献上品」（1969年）
- 東京バイパス指令 第53話「復讐は誰の手に」（1969年）
- 子連れ狼
  - 第1部（1973年）
    - 第1話「子貸し腕貸しつかまつる」 - お千
    - 第21話「残菊の宿」 - お市 役

  - 第2部 第16話「お七里さん」（1974年） - おとし
  - 第3部 第13話「胸底の月」（1976年） - おりょう
- 太陽にほえろ!
  - 第31話「お母さんと呼んで」（1973年） - 秋津夏江
  - 第96話「ボスひとり行く」（1974年） - 神田公恵（上村琴江）
  - 第134話「正義」（1975年） - 山下律子
  - 第594話「十年目の誘拐」（1984年） - 稲村敏子
- 唖侍鬼一法眼 第16話「卍ふたたび」（1974年） - お政
- 白い牙 第16話「虚栄の女」（1974年） - 田所久美
- 剣と風と子守唄 第7話「狂った野望」（1975年）
- はぐれ刑事 第4話「密告」（1975年） - カズコ
- 前略おふくろ様 第5話（1975年） - 千代
- 大都会 闘いの日々 第7話「おんなの殺意」（1976年） - 斉藤幸江
- 桃太郎侍
  - 第20話「夫婦纏が紅蓮に舞った」（1977年） - お艶
  - 第70話「凧に乗った五百両」（1978年） - お京
  - 第85話「女金貸し鬼より怖い」（1978年） - おつな
  - 第129話「無法河岸の女親分」（1979年）
  - 第217話「その処刑許さん!」 (1980年) - 秀駒太夫
- 俺たちの朝 第45話「グットバイと男のロマンと心が痛い」（1977年） - バーのママ
- 金曜劇場 / 消えた巨人軍（1978年） - 香苗
- 西遊記 パート1第7話「日照り妖怪の子守唄」（1978年）
- 探偵物語 第7話「裏街の女」（1979年） - 芦川志津
- 松平右近事件帳 第15話「酔いどれ女と藪太郎」（1982年） - おしん
- 年末時代劇スペシャル
  - 忠臣蔵（1985年）
  - 白虎隊（1986年） - 中野こう子
  - 田原坂（1987年） - 琴
  - 五稜郭（1988年） - 勝民子
- あぶない刑事 第20話「奪還」（1987年） - 三村奈津子
- 土曜グランド劇場→Surprise Saturday
  - 検事・若浦葉子 第9話「証言法廷、殺された息子を返して!」（1991年）
  - STATION（1995年） - 中村育代
  - 仔犬のワルツ（2004年） - 水無月千世
- 西遊記（1994年）
- 水曜ドラマ
  - 横浜心中（1994年） - 兵藤玲子
  - サイコドクター（2002年） - 田島早苗
  - 家政婦のミタ（2011年） - 三田の義理の母
- ストーカー 逃げきれぬ愛（1997年） - 三枝和枝
- ボーダー 犯罪心理捜査ファイル（1999年） - みさこの母
- 木曜ドラマ / 婚活刑事（2015年） - 藤岡イネ
- 火曜サスペンス劇場
  - 可愛い悪魔（1982年） - 川村圭子
  - 殺したくないのに（1982年）
  - 相沢夏子の失われた名誉（1983年）
  - 妻たちの昼下り（1983年）
  - 最後の微笑（1985年）
  - 真夜中の白い少女（1986年）
  - 過去からの声（1988年）
  - 最終電車を待つ女（1989年）
  - 女検事・霞夕子 第10作「闇の演出」（1993年） - 美原晶子
  - 新・女検事 霞夕子 第2作「罪深き血」（1994年） - 中壺朝代
  - 取調室 第3作（1995年） - 二ノ宮律子
  - 地方記者・立花陽介 第8作「会津若松通信局」（1996年） - 山口昭子
  - 当番弁護士 第3作（1997年） - 今井千加子
  - 救急指定病院 第9作（1998年） - 星昭代
  - 女監察医・室生亜季子
    - 第25作「死亡推定時間」（1999年） - 山崎芳子
    - 第33作「笑った似顔絵」（2003年） - 櫻井伸代

  - 窓辺の女（2001年1月、東映） - 木村和枝
  - 緊急救命病院 第2作（2004年） - 宇野仁美
  - 弁護士・朝日岳之助 第23作「声なき声」（2005年） - 高野昌子
  - 軽井沢ミステリー 第7作「巣づくり」（2005年） - 丸山芳江
- DRAMA COMPLEX / らんぼう（2006年）

#### TBS
- 水戸黄門 第1部 第16話「命かけるとき -松江-」（1969年） - お雪
- キイハンター 第143話「死刑台に棲む女」（1970年）
- ザ・ガードマン
  - 第251話「狂女が乗った殺人自動車」（1970年） - ※DVD発売
  - 第255話「怪談・手首のない幽霊」（1970年） - ※DVD発売
  - 第284話「ヨーロッパで顔を失った男」（1970年） - ※DVD発売
  - 第304話「ハレンチ夫婦の幽霊殺人」（1971年）
  - 第306話「団地っ子・性教育だ! 全員集まれ」（1971年）
  - 第321話「結婚式から逃げた花嫁」（1971年）
  - 第325話「200億の鍵は記憶を失った女」（1971年）
  - 第332話「この夏 女子大生がやった大冒険」（1971年）
- シークレット部隊 第26話「住宅ローン殺人事件」（1972年） - 野村
- Gメン'75 第35話「豚箱の中の刑事」（1976年） - 松川明代
- 夜明けの刑事 第96話「猫神家一族に何が起こったか?」（1976年）
- 火曜日のあいつ　第18話「幽霊街道に見た!トラックが運んだ父の愛」（1976年、TBS・東宝）-美沙
- 新選組始末記（1977年） - お敬
- 江戸を斬るIII 第17話「罠に掛った死神」（1977年） - 玉竜
- 玉ねぎむいたら…（1981年） - 舟木光江
- ポーラテレビ小説 / 女・かけこみ寺（1982年） - 淡島屋みつ
- ストレイシープ(1983年)-あの女
- 禁じられたマリコ（1985年） - 前田弘子
- イエスの方舟（1985年12月9日） - 久子
- HOTEL 第1シリーズ（1990年）
- ダブル・キッチン（1993年） お正月スペシャル- 谷村八重子
- TBS大型時代劇スペシャル / 大忠臣蔵（1994年）
- 金曜ドラマ / 愛していると言ってくれ（1995年）
- 真昼の月（1996年） - 山下しのぶ
- ビッグウイング（2001年） - 谷川政江
- 嫁はミツボシ。（2001年） - 佐々木孝子
- 愛の劇場 / 温泉へGo!（2008年） - 時田陽子
- 月曜ドラマスペシャル→月曜ゴールデン
  - 金田一耕助の傑作推理 迷路の花嫁（1997年） - 滝川綾子
  - 湯けむり仲居純情日記6（1996年） - 若林京子
  - 浅見光彦シリーズ 第9作「天河伝説殺人事件」（1997年）
  - ブライダルコーディネーターの事件簿 第2作「名古屋嫁とり殺人事件」（1998年） - 伊達頼子
  - 早乙女千春の添乗報告書 第6作「湯布院湯けむりツアー殺人事件」（1998年）
  - フォトグラファー桜井美由紀 第3作「暗黒凶像」（1998年） - 山北重子
  - 万引きGメン・二階堂雪 第4作「変身願望」（1999年11月22日） - 松井
  - 女取調官 第3作（2014年） - 戸川光江
  - 新・世直し公務員ザ・公証人 第1作（2015年） - 藤野妙子

#### フジテレビ
- 三匹の侍
  - 第6シリーズ 第1話「荒野に在り」（1968年） - 美津
  - 新三匹の侍 第6話「俺が女にした女」（1970年） - お若
- 花と狼（1969年）
- 銭形平次
  - 第223話「ふたつの顔の女」（1970年） - お光
  - 第303話「洲崎弁天横丁」（1972年） - お加代
  - 第342話「しのび逢い」（1972年） - お町
  - 第369話「ただ一度の裏切り」（1973年） - お関
  - 第407話「悲しい傷跡」（1974年） - お秋
  - 第435話「てるてる坊主は知っていた」（1974年） - お駒
  - 第475話「十手を持った狼」（1975年） - お秋
  - 第518話「戻り狼」（1976年） - おくみ
  - 第551話「花と泥」（1976年） - おりん
  - 第575話「雀に餌をやる女」（1977年） - お喜代
  - 第631話「殺しを頼んだ女」（1978年） - 志乃
  - 第657話「貧しき者に幸いを」（1979年） - おたか
  - 第748話「一日だけの家出」（1980年） - お幸
  - 第874話「笛屋敷殺人事件」（1984年） - さつき
- 木枯し紋次郎
  - 第1部 第14話「水神祭に死を呼んだ」（1972年） - お敬
  - 第2部 第12話「九頭竜川に折鶴は散った」（1973年） - お秀
- 眠狂四郎 第5話「仇花に露が煌めく」（1972年）
- お祭り銀次捕物帳 第9話「うそつき寅は見た!」（1972年） - お由
- ぶらり信兵衛 道場破り
  - 第5話「奇妙な仇討ち」（1973年） - かね
  - 第34話「むかしも今も」（1974年） - おまき
- 八州犯科帳（1974年） - お艶
- 座頭市物語 第13話「潮風に舞った千両くじ」（1975年） - おはな
- 痛快!河内山宗俊 第8話「三途の川は空っ風」（1975年） - お艶
- 新宿警察 第17話「新宿哀歌」（1975年）
- 夫婦旅日記 さらば浪人 第17話「群狼の街」（1976年） - おとせ
- お耳役秘帳 第17話「お耳役狩り」（1976年） - およう
- 江戸の旋風シリーズ
  - 同心部屋御用帳 江戸の旋風IV 第20話「乱菊・五段打ち」（1979年） - おりん
  - 同心部屋御用帳 新・江戸の旋風 第11話「八丁堀慕情」（1980年） - おちか
- 旅がらす事件帖 第9話「浮世がるたの裏表」（1980年） - おしの
- 探偵同盟 第8話「悪ガキはプロフェッショナル」（1981年）
- 江戸の用心棒 第7話「女主人の腕」（1981年） - ちせ
- 大奥（1983年）
  - 第4話「禁じられた恋」、第5話「お湯殿の誘惑」 - お稲
  - 第24話「わんわん行進曲」 - 竹尾 役
- 時代劇スペシャル / 魔境殺生谷の秘密（1983年11月10日） - 小袖
- 金曜劇場 / 真夜中の匂い（1984年）
- 現代恐怖サスペンス / 無邪気な女（1988年）
- 夏の嵐（1989年） - 南部まゆ
- 華の誓い（1991年） - 池山登美子 役
- 銭形平次（1991年 - 1998年）※北大路欣也版
- 木曜劇場
  - しゃぼん玉（1991年） - 辻タエ
  - 山おんな壁おんな（2007年） - 青柳清子
  - セシルのもくろみ（2017年） ‐ 浜口淑江
- 裸の大将 第65話「清と謎の美人絵灯籠」（1994年） ‐ 友美
- 君が見えない（1994年） - 長谷部信子
- 若者のすべて（1994年） - 崎山節子
- 素晴らしき家族旅行（1996年） - 渡辺光子
- 古畑任三郎 第15話「笑わない女」（1996年1月17日） - 青木女史
- 金曜エンタテイメント→金曜プレステージ→赤と黒のゲキジョー→金曜プレミアム
  - 大家族デカ 第1作（1997年） ‐ 高城園子
  - ダブルカップル探偵（1999年6月25日） - 内藤道子
  - 実録 福田和子（2002年） ‐ 赤木由紀子
  - 星ひとつの夜（2007年） - 内藤文子
  - 奥様は警視総監 第2作（2007年） - 歌声笛子
  - 名司会者・寿鶴子 殺人スピーチ4（2008年） - 若林頼子
  - 赤い霊柩車シリーズ 第34作「偽りの代償」（2014年） - 池部鈴子
  - 本当にあった女の人生ドラマ「本当の幸福」（2016年） - 川上和子 [3]
- 女医・優〜青空クリニック〜（2004年） - 星野朝美
- プレミアムステージ / 犬神家の一族（2004年） - 犬神竹子
- ヴォイス〜命なき者の声〜 （2009年） - 野間口静代
- 救命病棟24時（2009年） - 小島梓
- 不毛地帯（2009年） - 大門藤子
- 娼婦と淑女（2010年） - 清瀬ミツ
- フリーター、家を買う。 （2011年） - 浅岡頼子
- ビブリア古書堂の事件手帖 （2012年） - 五浦絹子
- 潔子爛漫〜きよこらんまん〜（2013年） - 渋澤たつ
- よろず占い処 陰陽屋へようこそ（2013年） - 矢下純子
- 海の上の診療所（2013年） - 久松洵子
- SUPER RICH（2021年） - 氷河多恵子
- 最高のオバハン 第2シーズン（2022年） - 尾上益代

#### テレビ朝日
- 五番目の刑事 第18話「燃えろ! 悪魔の火」（1970年） - 千代
- 鬼平犯科帳 第1シリーズ 第35話「情炎」（1970年） - たか　母ぬい
- 天を斬る 第23話「石に咲く花」（1970年）
- 燃えよ剣（1970年） - 佐絵　 
  - 第1話「新選組前夜」
  - 第4話「里御坊の女」
- 人形佐七捕物帳 第20話「狂女の舞扇」（1971年） - お艶
- 大忠臣蔵（1971年） - 堀部幸
- 特別機動捜査隊 第496話「闇の中」（1971年）
- 軍兵衛目安箱 第24話「海を渡ってきた」（1971年） - みね
- ターゲットメン 第5話「こぶら男の大逆襲」（1971年）
- 世なおし奉行 （1972年） - お染
- 荒野の素浪人
  - 第1シリーズ 第50話「女郎花 暁の脱走」（1972年） - おゆき
  - 第2シリーズ 第13話「帰らざる宿」（1974年）
- 非情のライセンス
  - 第1シリーズ 第10話「兇悪の骨」（1973年） - 麻鳥マスミ
  - 第2シリーズ
    - 第15話「兇悪の故郷」（1975年） - 吉井和子
    - 第48話「兇悪なすずらんの女」（1975年） - 中田千枝
    - 第105話「美智子」（1976年） - 白川美智子

  - 第3シリーズ 第16話「兇悪の砂・事故死を運ぶ女」（1980年）
- 荒野の用心棒 第22話「謎の密輸地帯に潜入して…」（1973年） - お仙
- いただき勘兵衛 旅を行く 第18話「手折っちゃならない花だとさ」（1974年） - お藤
- 破れ傘刀舟悪人狩り
  - 第35話「流れ者の挽歌」（1975年） - お蝶
  - 第89話「哀愁の女ふたり」（1976年） - お銀
- 燃える捜査網 第2話「女涙の怨み節」（1975年） - 友部光子
- 遠山の金さん 第1シリーズ ※杉良太郎版
  - 第14話「一番纏に命を張れ!!」（1976年） - 喜久弥
  - 第47話「奉納絵馬 呪いの祝い唄」（1976年）-お糸
- 人魚亭異聞 無法街の素浪人 第19話「華麗なる目撃者」（1976年） - お時
- 破れ奉行（1977年）
  - 第8話「長崎から来た女」 - 鶴次
  - 第35話「闇に散った怨み花」 - 秀若
- 特捜最前線
  - 第23話「女と刑事の子守歌」（1977年）
  - 第46話「判決・私を売った女!」（1978年）
  - 第65話「深夜DJ・情死を売る女!」（1978年）
  - 第84話「記憶のない毒殺魔!」（1978年）
  - 第93話「頭蓋骨を愛した女!」（1979年）
  - 第151話「喝采・地上20メートルの密室!」（1980年）
  - 第169話「地下鉄・連続殺人事件!」（1980年）
  - 第469話「連続放火事件・待ちつづけた女!」（1986年） - 竜野警部の妻
- 人形佐七捕物帳 第21話「花火に震える女」（1977年）
- 江戸の鷹 御用部屋犯科帖 第2話「黒い沼の悪を斬る!」（1978年）
- 東京メグレ警視シリーズ 第17話「警視夫人と公園の女」（1978年）
- 暴れん坊将軍シリーズ
  - 吉宗評判記 暴れん坊将軍 第42話「燃える男と莫蓮女」（1978年） - お綱
  - 暴れん坊将軍II
    - 第139話「五郎左を寝盗るか、詐欺女!?」（1986年） - おはま
    - 第189話「仇姿、つよい女が泣きました!」（1987年） - おりん

  - 暴れん坊将軍IX 第27話「宿命の絆 わが子に一目逢いたい!」（1999年） - おひさ
  - 暴れん坊将軍X 第19話「ケガで十両、死んで百両!? 息子に捧げる母の命」（2000年） - お葉
- 破れ新九郎 第5話「哀愁 女の十字路」（1978年） - お袖
- 伝七捕物帳 第25話「鈴を振る女」（1979年）- おもん
- 警視庁殺人課 第17話「白昼の通り魔殺人事件・父を返せ!」（1981年）
- 遠山の金さん 第1シリーズ ※高橋英樹版　第82話「大奥潜入! 顔で笑って心で泣く母」（1984年）- お駒
- 痛快!婦警候補生やるっきゃないモン! 第21話「結婚するって本当ですか?」（1987年）
- 三匹が斬る!
  - 三匹が斬る! 第7話「勇み肌、男はご法度女人里」（1987年） - お千
  - 続・三匹が斬る! 第13話「母恋の、お世継ぎ様と修羅の旅」（1989年） - おつま
  - 新・三匹が斬る! 第11話「女一匹、わたしゃ闇の逃がし屋稼業」（1992年） - おつな
- さすらい刑事旅情編 第8話「東京駅・アリバイを偽証した女」（1988年）
- 火曜スーパーワイド
  - ミスマッチ（1988年12月20日）
  - 24歳おんなだけの露天風呂（1990年3月6日）
- はぐれ刑事純情派
  - 第2シリーズ 第2話「悲しき十五歳、春を売る女」（1989年） - 野沢八重
  - 第7シリーズ 第16話「真夏の花嫁・街で拾った女？」（1994年） - 田原順子
  - 第11シリーズ 第16話「死体を移動した女!?母娘の再会」（1998年） - 畑野菊代
  - 第12シリーズ 第27話「浄蓮の滝に立つ女!伊豆長岡、母と娘の絆の秘密…一枚の写真が悪徳検事の黒い欲望を暴いた!?」（1999年） - 三島芳江
  - 第13シリーズ 第24話「ペット虐待殺人!?捨てられた女!」（2000年） - 芝崎朋子
  - 第15シリーズ 第24話「安浦刑事の嫁姑戦争!?殺人逃亡者を愛した女」（2002年） ‐ 佐久間妙
  - 2009年最終回スペシャル 「さよなら安浦刑事！命を懸けた最後の大捜査！福島二本松、岳温泉に消えた、“母と呼べない息子”の連続殺人トリック！人情刑事・安浦、衝撃の過去が明らかに！」（2009年） - 北原夏江
- 七人の女弁護士 第1シリーズ 第8話「極道の妻 真夜中の殺人ダイヤル!」（1991年） - 笠井桂子
- 松本清張作家活動40年記念・砂の器（1991年） - クラブのママ
- 名奉行 遠山の金さん
  - 第4シリーズ 第6話「大奥騒乱!千両箱の罠」（1991年） - お甲
  - 第7シリーズ 第1話「徳川埋蔵金 赤い毒グモの秘密」（1995年） - おふさ
- 本当にあった怖い話（1992年）
- 火曜ドラマリーグ / お姉さんの朝帰り（1994年）
- 月曜ドラマ・イン / さんかくはぁと（1995年） - 和田智雄の母
- 恋人はスナイパー（2001年） - 円道寺美智
- 加藤家へいらっしゃい! 〜名古屋嬢っ〜（2004年） - 加藤美津子
- 木曜ドラマ
  - 7人の女弁護士 第2シリーズ（2008年） - 北村澄子
  - 松本清張生誕100年スペシャル 夜光の階段（2009年） - 藤浪竜子
- 木曜ミステリー
  - その男、副署長 season2（2008年） - 小西千香子
  - 京都地検の女 第6シリーズ （2010年） - 沢田波江
  - 女たちの特捜最前線（2016年） - 八木民江
- 長男の結婚（2008年） - 黒田麻子
- 土曜ワイド劇場→ミステリースペシャル
  - 江戸川乱歩の美女シリーズ 第10作「大時計の美女」（1979年11月3日） - 夏代（児玉の妻）
  - 笹沢左保の血の海（1988年）
  - 考古学者シリーズ 第7作「婚約者殺し」（1988年） - 友部酒造会長
  - 松本清張サスペンス・黒い空（1990年）
  - 家政婦は見た! 第9作（1991年） - 竜岡政子
  - 女調査員・おでん屋“ぽんた”探偵局 第1作（1996年） - 前園亮子
  - ダイエット三姉妹の旅情事件簿 第3作（1999年） - 大須賀芳江
  - おとり捜査官・北見志穂（1999年 - ） - 佳代ママ
  - おばはん刑事!流石姫子 第4作（2000年） - 遠山美智子
  - 終着駅シリーズ
    - 第14作「砂漠の暗礁」（2001年） - 佐久間頼子
    - 第37作「定年のない殺意」（2021年4月1日） - 伊庭君江

  - 眼科医 小室瞳の推理カルテ 第2作（2002年） - 蓼沼玲子
  - はみだし弁護士・巽志郎 第10作（2006年） - 藤原八重
  - 逆転弁護（2006年）
  - タクシードライバーの推理日誌 第22作「会津若松～殺人無罪の乗客」（2006年） - 戸村佐知江
  - 変装捜査官・麻生ゆき 第3作（2007年） - 直江数江
  - 隠蔽捜査 第2作「〜果断〜」（2008年10月） - 源田芳美
  - 検事・朝日奈耀子 第10作（2011年） - 塩屋秋子
  - 愛と死の境界線〜隣人との悲しき争い〜（2011年） - 牧橋光江
  - 京都南署鑑識ファイル 第6作（2011年） - 一条静子
  - 天才刑事・野呂盆六 第7作（2013年） - 朝生詩京
  - 東京駅お忘れ物預り所 第6作（2013年） - 宮本康子
  - 遺品の声を聴く男 第5作（2014年） - 根岸瑞枝
  - 警視庁・捜査一課長〜ヒラから成り上がった最強の刑事! 第4作（2015年） - 佐々木静子
  - ふぞろい刑事（2017年12月21日） - 前田登美江
- 刑事7人 シーズン5 第8話（2019年9月4日）- 菅原充子

#### テレビ東京
- 江戸川乱歩シリーズ 明智小五郎（1970年）
  - 第17話「夜の墓場に踊る美女」
  - 第25話「白昼夢 殺人狂奏曲」
- 大江戸捜査網
  - 第40話「友情への挑戦」（1971年）
  - 第194話「華やかな狙撃者」（1975年） - おりん
  - 第444話「祭りに咲いた夫婦花」（1980年） - おこま
- 新 木枯し紋次郎 第8話「念仏は五度まで」（1977年） - お藤（お縫）
- そば屋梅吉捕物帳 第4話「裏街道を翔ぶ男達」（1979年） - 萩乃
- ザ・スーパーガール 第34話「人妻告白 二人の夫を持つ女」（1979年） - 柏木朝子/村岡啓子
- 日本名作怪談劇場 第11話「怪談 鰍沢」（1979年、12ch）- お熊
- あいつと俺 第7話「海に沈められたスキャンダル -五島・有川-」（1984年）※1980年制作
- 月曜・女のサスペンス / 消えない秘密（1988年）
- 素晴らしき家族旅行（1998年） - 渡辺光子
- 月曜・女のサスペンス・傑作推理受賞作シリーズ・死の郵便配達（1989年9月18日） - 「もう一人」の尾崎静子（主演）
- 女と愛とミステリー / 事件記者 浦上伸介 第1作「みちのく角館殺人事件」（2001年） - 大石夏
- 特命おばさん検事! 花村絢乃の事件ファイル 第6作（2019年） ‐ 畠山茂子
- 京阪沿線物語〜古民家民泊きずな屋へようこそ（2021年） - 園村久恵

#### ABCテレビ
- 必殺シリーズ
  - 必殺仕掛人 第15話「人殺し人助け」（1972年） - お八重
  - 助け人走る
    - 第11話「落選大多数」（1973年） - おくに
    - 第21話「心中大悲憤」（1974年） - おすえ

  - 暗闇仕留人 第8話「儲けて候」（1974年） - お涼
  - 必殺必中仕事屋稼業 第23話「取込まれて勝負」（1975年） - おみの
  - 必殺仕業人 第5話「あんたこの身代りどう思う」（1976年） - おとせ
  - 必殺からくり人 第12話「鳩に豆鉄砲をどうぞ」（1976年） - しぐれ / アキ（二役）
  - 新・必殺仕置人 第24話「誘拐無用」（1977年） - お蝶
  - 翔べ! 必殺うらごろし 第22話「死人が教えた金のありか」（1979年） - お民
  - 必殺仕事人
    - 第2話「主水おびえる! 闇に光る目は誰か?」（1979年） - おいせ
    - 第43話「情技衣替え地獄落し」（1980年） - おさん

  - 必殺仕舞人 第9話「女泣かせた鹿児島おはら節 -鹿児島-」（1981年） - おしの
  - 新・必殺仕事人 第22話「主水 浮気する」（1981年） - お園
  - 必殺仕事人IV 第13話「お加代 りつの殺しを頼まれる」（1984年） - るい
  - 必殺仕事人V・激闘編 第1話「殺しの番号壱弐参」（1985年） - お仙
  - 必殺仕事人V・風雲竜虎編 第14話「お化け縁切り哀話」（1987年）
- 赤かぶ検事奮戦記 第3話「小糸坂の白骨」（1980年） - 百代
- 土曜ワイド劇場 / 新・赤かぶ検事奮戦記 第5作（1997年） - 田川しずえ
- ドラマL / 幸色のワンルーム 第2話（2018年） - 工藤（駄菓子屋店主）

#### 読売テレビ
- 木曜ゴールデンドラマ / 女系家族（1984年） - 矢島藤代

#### 東海テレビ
- オトナの土ドラ / 悪魔の弁護人・御子柴礼司 〜贖罪の奏鳴曲〜（2019年 - 2020年） - 石動恭子

### 映画
- 性の起原（1967年） - 娘
- 樹氷のよろめき（1968年） - 洋子
- 闇を裂く一発（1968年） - 市橋フミ子
- 二匹の用心棒（1968年） - お清
- ドレイ工場（1968年） - 芸者
- 牡丹燈籠（1968年） - お露
- 燃える大陸（1968年） - 池上かおる
- 女殺し屋 牝犬（1969年） - 赤池美加
- 俺たちの荒野（1969年） - サチ
- かげろう（1969年） - 文枝
- 栄光の黒豹（1969年） - 松永美佐
- 不良番長 送り狼（1969年） - 大森佳子
- 女秘密調査員 唇に賭けろ（1970年） - 平山芳枝
- 極道兇状旅（1970年） - 氏原明子
- 内海の輪（1971年） - 幸子
- 誰のために愛するか（1971年） - 坂口祥子
- 告白的女優論（1971年） - 京子
- 成熟（1971年） - 浜奴
- 逆縁三つ盃（1971年） - お伸
- 可愛い悪女 殺しの前にくちづけを（1972年） - アケミ
- 剣と花（1972年） - 五代冬子
- 新・同棲時代 -愛のくらし-（1973年） - 松氷千春
- 修羅雪姫（1973年） - 鹿島小夜
- 暴力街（1974年） - 悠子
- 女房を早死にさせる方法（1974年） - 工藤弓子
- 青春の蹉跌（1974年） - 北条今日子
- バージンブルース（1974年） - 平田の妻
- やさぐれ刑事（1976年） - 浅見俊江
- 若い人（1977年） - 安田先生
- 俺の空（1977年） - 安田一平の生母
- 残照（1978年） - アケミ
- 高校大パニック（1978年） - 城野弘子
- 金田一耕助の冒険（1979年） - 藤井たか子
- もっとしなやかに もっとしたたかに（1979年） - 京子
- ホワイト・ラブ（1979年） - 柿沼女史
- 青春 PARTII（1979年） - 植原彩子
- 本日ただいま誕生（1979年） - おさよ
- 純（1980年） - 子連れ女
- ねらわれた学園（1981年） - 三田村圭子
- 野菊の墓（1981年） - 斎藤初子
- スローなブギにしてくれ（1981年） - 花絵
- 魔性の夏　四谷怪談より（1981年） - おかみ
- セカンド・ラブ（1983年） - 一実の姉茅子
- ナナカマドの挽歌（1983年） - カヨ
- ダブルベッド（1983年） - 上野の妻
- すかんぴんウォーク（1984年） - 河野こずえ
- F2グランプリ（1984年） - 佐々木の妻
- 天国にいちばん近い島（1984年） - 村田圭子
- 四月の魚（1986年） - 衣笠不二子
- 舞妓物語（1987年） - 新倉範子
- ソウル・ミュージック ラバーズ・オンリー（1988年）
- 花の降る午後（1989年） - 加賀ヨシエ
- ギャッピー ぼくらはこの夏ネクタイをする!（1990年） - 主婦強盗
- はるか、ノスタルジィ（1993年） - 娼家の女
- ナースコール（1993年）
- 東雲楼・女の乱（1994年） - 芸者置屋の女将
- あした（1995年） - 朝倉恵の母
- 美味しんぼ（1996年） - 料亭「花山」の女将
- KISS ME（1996年） - 男の昔の恋人
- 陽炎3 (映画)（1997年） - お元
- SADA〜戯作・阿部定の生涯（1998年） - 阿部いと
- 恋人はスナイパー（2004年） - 円道寺美智
- ゴーストシャウト（2004年） - 響澄子
- 理由（2004年） - 小糸貴子
- 私のなかの8ミリ（2009年）
- いぬばか（2009年）
- 獄（ひとや）に咲く花（2010年）
- デンデラ（2011年）
- ウタヒメ 彼女たちのスモーク・オン・ザ・ウォーター（2012年）
- 四十九日のレシピ（2013年）
- キセキの葉書（2017年）- 門倉 喜子
- 花腐し（2023年） - 小倉多喜子 [4]

### CM
- ソルマック（大鵬薬品工業） - 1996年

### 舞台
- 女狐　作:演出：岡部耕大 - 主演
- 罠　作:ロベール・トマ　演出:高橋昌也
- オールド・バンチ～男たちの挽歌・完結編～　作:山元清多・佃典彦　演出:流山児祥
- ティーチャー　作／演出:保木本真也

### 吹き替え
- 警部マクロード「組織壊滅作戦」 - （エンジェル・トンプキンズ）
- ジェーン・エア - ジェーン・エア（スザンナ・ヨーク）
- ミス・ケイトの冒険「情報はオフレコで」 - （リン・カーリン）

### トーク・バラエティ
- オレたちひょうきん族（1984年2月25日、フジテレビ）- 「ひょうきんベストテン」歌謡ドラマ時代おくれの酒場・女将役
- クイズ!脳ベルSHOW（2017年8月9日、8月10日、BSフジ）
- BSフジ 11時間テレビ 全国対抗!脳トレ生合戦!!（2017年11月11日、BSフジ）
- 痛快TVスカッとジャパン（2018年7月3日、9月24日；2019年1月14日、フジテレビ）